# كايلا باركر
كايلا باركر (بالإنجليزية: Kayla Parker)‏ هي مغنية مؤلفة وملحنة أمريكية، ولدت في 29 يونيو 1971، وتوفيت في 21 أبريل 2007 بسبب سرطان الثدي.

## وصلات خارجية
- كايلا باركر على موقع ميوزك برينز (الإنجليزية)
- كايلا باركر على موقع ديسكوغز (الإنجليزية)